# Boro Boro
Ne doit pas être confondu avec Bora-Bora.
Boro Boro, de son vrai nom Federico Orecchia, né le 30 mai 1996 à Turin, est un rappeur et chanteur de reggaeton italien.

## Biographie
Boro Boro naît en 1996 d'un père piémontais de Turin et d'une mère molisane originaire du village de Guardialfiera. Il commence sa carrière au sein du collectif Iskido Gang.
En 2018, Boro Boro participe à la 12e saison du télécrochet italien X Factor. Il y interprète son premier single Rapper Gamberetti, mais ne passe pas l'étape du bootcamp. Il est toutefois remarqué pour sa prestation, laquelle, publiée sur la chaîne YouTube officielle du télécrochet, accumule plus de 300 000 vues quelques jours suivant sa publication.
En mai 2019, Boro Boro est de nouveau remarqué à la suite de la sortie du titre Drip the Money Freestyle dû à la présence du footballeur Moise Kean en featuring,.
En juin 2019, Boro Boro sort le single Lento en collaboration avec MamboLosco. Le titre rencontre un grand succès, se voyant certifié single d'or le mois suivant, et atteignant la 9e place des charts italiens la semaine du 6 septembre 2019. Au mois de juin 2020, le single est certifié double-platine. En septembre 2019, Boro Boro figure sur le titre Twerk, issu de l'album Arte de MamboLosco. Cette nouvelle collaboration entre les deux artistes est courronée de succès, le single étant certifié de platine.
En avril 2020, il sort le titre Nena, en collaboration avec Geolier. Le single est certifié d'or le mois suivant sa sortie.
Le 3 juillet 2020, Boro Boro et MamboLosco sortent l'EP collaboratif Caldo,, lequel atteint la 4e place du Top Albums national la semaine de sa sortie. Le mois suivant sort le clip vidéo de Fallo, single majeur du projet.
En décembre 2020 sort le single Obsesionada en collaboration avec Fred De Palma (it),,.

## Discographie

### EP
- 2020 : Caldo (avec MamboLosco)

### Singles
- 2017 : Rapper Gamberetti
- 2017 : King Kong
- 2018 : Ho visto di tutto (featuring Mago del Blocco)
- 2018 : Money Rain (featuring YoungGucci & LGND)
- 2018 : Trapper (featuring LGND)
- 2019 : Star
- 2019 : ISKIDO GANG (featuring Oliver Green & JVLI)
- 2019 : Lento (avec MamboLosco)
- 2020 : Nena (featuring Geolier)
- 2020 : Obsesionada (featuring Fred De Palma (it))